# VeriFace
VeriFace — программное обеспечение компании Lenovo для биометрического распознавания лица пользователя, зарегистрированная торговая марка.
Вместо ввода пароля VeriFace предлагает пользователям, пройти проверку на соответствие индивидуальных особенностей лица с фотографиями, полученными ранее с веб-камеры, с матрицы в 1,3 мегапикселя.
VeriFace включена во все новые ноутбуки семейства IdeaPad, но её использование не безопасно. Программу можно обмануть при помощи веб-камеры ноутбука, показав чёрно-белую фотографию или распечатанное на чёрно-белом принтере изображение лица.